# Елисеевская улица (Санкт-Петербург)
Елисе́евская улица — улица в Приморском районе Санкт-Петербурга. Проходит от Железнодорожной улицы до Ново-Орловского парка в историческом районе Озерки. Фактически разделена надвое Северной трассой Малой Октябрьской железной дороги.

## История
Название улицы известно с 1900-х годов. В современных границах Елисеевская улица существует с середины XX века, когда к ней была присоединена Фёдоровская улица.

## Пересечения
С юго-востока на северо-запад (по увеличению нумерации домов) Елисеевскую улицу пересекают следующие улицы:
- Железнодорожная улица — Елисеевская улица примыкает к ней;
- Малая Десятинная улица — пересечение;
- Северная трасса Малой Октябрьской железной дороги — пересечение.

## Транспорт
Ближайшая к Елисеевской улице станция метро — «Озерки» 2-й (Московско-Петроградской) линии (около 1,1 км по прямой от начала улицы).
Движение наземного общественного транспорта по улице отсутствует.
У примыкания Елисеевской к Железнодорожной улице расположена железнодорожная платформа Озерки. На расстоянии около 800 м по прямой от конца улицы находится железнодорожная станция Шувалово.

## Общественно значимые объекты
- станция Озёрная Северной трассы Малой Октябрьской железной дороги;
- Ново-Орловский парк (у конца улицы).